# Tårup Sogn (Viborg Kommune)
 For alternative betydninger, se Tårup Sogn. (Se også artikler, som begynder med Tårup Sogn)
Tårup Sogn er et sogn i Viborg Domprovsti (Viborg Stift).
I 1800-tallet var Kvols Sogn og Nørre Borris Sogn annekser til Tårup Sogn. Alle 3 sogne hørte til Fjends Herred i Viborg Amt. Tårup-Kvols-Nørre Borris Sognekommune blev ved kommunalreformen i 1970 delt, så Nørre Borris kom til Fjends Kommune og de to andre til Viborg Kommune. Ved strukturreformen i 2007 indgik Fjends Kommune i Viborg Kommune, så de 3 sogne blev genforenet.
I Tårup Sogn ligger Tårup Kirke og hovedgården Tårupgård
I sognet findes følgende autoriserede stednavne:
- Borup (bebyggelse, ejerlav)
- Dalgas Plantage (areal)
- Jordbro Å (vandareal)
- Klosterhuse (bebyggelse)
- Knudby (bebyggelse, ejerlav)
- Kvosted (bebyggelse, ejerlav)
- Kvosted Bæk (vandareal)
- Kvostedlund (bebyggelse)
- Nørre Rævind (bebyggelse, ejerlav)
- Sønder Rævind (bebyggelse, ejerlav)
- Tårup (bebyggelse)